# Hélène Zidi
Pour les articles homonymes, voir Zidi.
 (janvier 2017).
Hélène Zidi, née le 30 mars 1960 est metteuse en scène, actrice, adaptatrice, coach d'acteur et directrice de casting française.

## Biographie
Elle est la fille de Claude Zidi.
Hélène Zidi commence sa formation de comédienne au conservatoire de Nice auprès de Muriel Chaney puis de Blanche Salant, formation qu’elle achève à l'Actors Studio de New York dont l’enseignement est notamment dispensé par Paul Newman.
Elle crée en 2000 le Laboratoire de l'acteur Hélène Zidi, un atelier d’entraînement pour acteurs. Des témoignages décrivent, en 2025, l'atelier comme le lieu d'une ambiance hypersexualisée, de critiques sexistes et racistes dans un climat toxique,.
Elle fonde à Paris, en 2002, le Théâtre Côté Cour, puis à Avignon en 2008, le Théâtre du Roi René. 
Elle a trois filles dont une avec Yves Rénier, prénommée Lola. 

## Théâtre

### Comédienne
- 1977 : L'Amour est italien, la mort est française  de Jean-Pierre Bisson, mise en scène de l'auteur
- 1980 : L'Homosexuel ou la Difficulté de s'exprimer de Copi, mise en scène d'Alain Corrieras
- 1981 : Si jamais je te pince, j'invite le Colonel d'après Eugène Labiche, mise en scène Jean-François Prévand, Théâtre Fontaine, avec Bernard Murat et Sarah Sanders
- 1984 : Coup de soleil de Marcel Mithois, mise en scène de Jacques Rosny, avec Danielle Darrieux
- 1985 : Fool for Love de Sam Shepard, mise en scène de Andréas Voutsinás, avec Niels Arestrup, Espace Pierre Cardin
- 1988 : Le Plus Heureux des trois d'Eugène Labiche, mise en scène Étienne Bierry, Théâtre de Poche Montparnasse
- 2007 : Libres sont les papillons de Leonard Gershe, mise en scène Hélène Zidi
- 2011 : Comment élever un ado d'appartement de Hélène Zidi d'après le Best seller de Anne de Rancourt, mise en scène Guila Braoudé
- 2012 :  La Mouette de Anton Tchekhov. Festival d'Avignon 2012. Rôle d'Arkadina
- 2016 - 2019 :  Camille contre Claudel de Hélène Zidi, mise en scène Hélène Zidi. Festival Off d'Avignon. Avec Lola Zidi

### Metteuse en scène
- 2004 : Quatre chiens sur un os de John Patrick Shanley
- 2005 : Le Tigre de Murray Schisgal
- 2006 : Tenue de soirée adaptation d'Hélène Zidi d'après le film de Bertrand Blier
- 2007 : Libres sont les papillons de Leonard Gershe (adaptatrice)
- 2010 : Les Caprices de Marianne adaptation d'Hélène Zidi d'après l'œuvre d'Alfred de Musset
- 2012 : Comment élever un ado d'appartement? une pièce de Hélène Zidi adaptée du best seller de Anne De Rancourt
- 2012 : La Mouette de Anton Tchekhov
- 2016 - 2019 :  Camille contre Claudel de Hélène Zidi avec Lola Zidi

## Filmographie

### Cinéma

#### Longs métrages
- 1979 : Bête mais discipliné de Claude Zidi, sous le pseudonyme d'Hélène Dublin.
- 1980 : Les Sous-doués de Claude Zidi, sous le pseudonyme d'Hélène Dublin : Sarah
- 1980 : Inspecteur la Bavure de Claude Zidi, sous le pseudonyme d'Hélène Dublin : Sarah
- 1982 : Les Sous-doués en vacances de Claude Zidi : Une hôtesse à Roissy
- 1982 : Les Diplômés du dernier rang de Christian Gion : Nadine
- 1983 : Banzaï de Claude Zidi : Marie
- 1988 : La Maison de Jeanne de Magali Clément : Carole
- 1991 : La Totale ! de Claude Zidi : L'assistante d'Hélène
- 1993 : Rupture(s) de Christine Citti

#### Courts métrages
- 1985 : Pour quelques je t'aime de plus de Marc Adjadj
- 2016 : Un, deux, trois... de Lou Cheruy Zidi